# Pierfrancesco Leopardi
Pierfrancesco Saverio Salesio Niccola Giuseppe Leopardi (Recanati, 1º novembre 1813 – Recanati, 29 settembre 1851) è stato un nobile italiano, fratello minore del poeta Giacomo Leopardi.

## Biografia

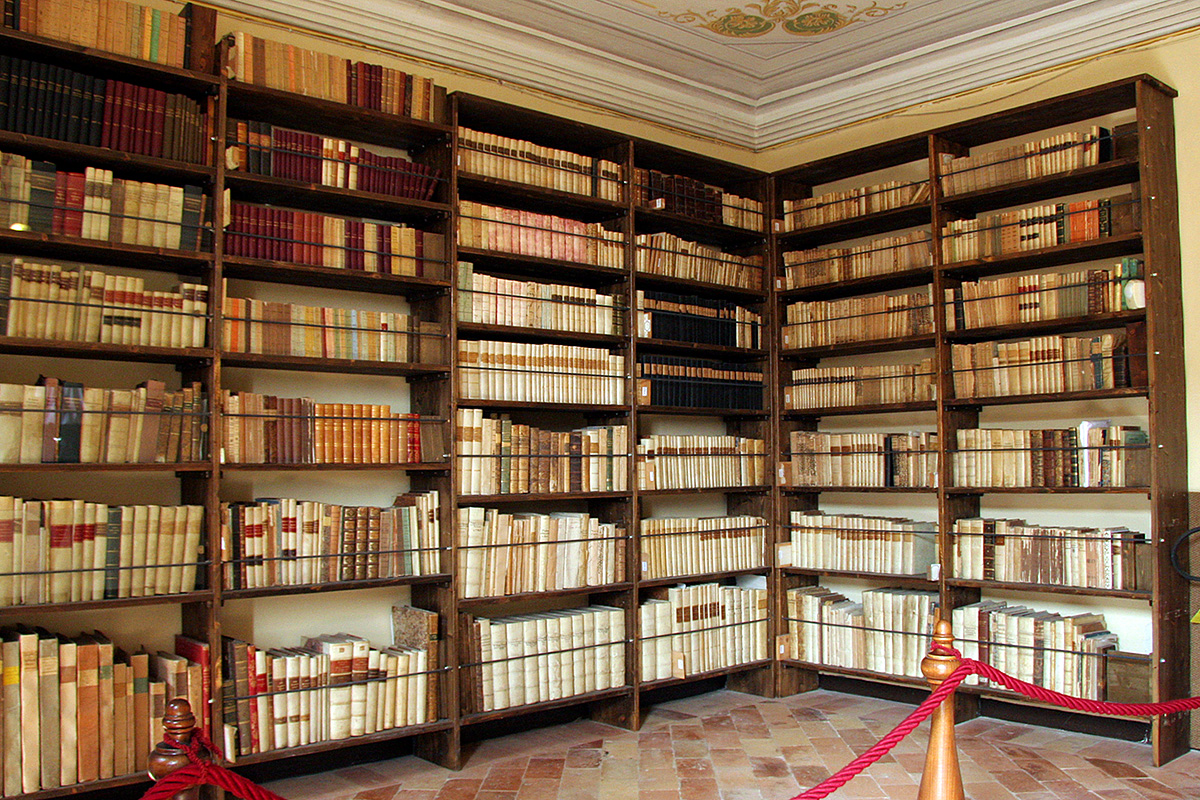
La biblioteca del palazzo Leopardi

Era il nono figlio di Monaldo Leopardi e di Adelaide Antici. La famiglia dimostrò grande affezione nei confronti dell'ultimo nato (successivamente nacque e morì lo stesso giorno il fratello Ignazio) e il quindicenne Giacomo lo definì come Pietruccio, il mio caro fratellino. Insieme ai congiunti trascorse l'infanzia e l'adolescenza tra il palazzo e la villa di campagna San Leopardo, presso Recanati.
Dopo la morte del poeta nel 1837 Pierfrancesco ereditò il maggiorascato, perso dal fratello Carlo (fuggito con la cugina Paolina Mazzagalli dato che i genitori disapprovavano l'unione), acquisendo il rango di conte di San Leopardo.
Oppresso dall'autorità della contessa Adelaide preferì allontanarsi dalla dimora paterna per raggiungere Pisa, dove Giacomo aveva soggiornato, al fine di approfondire i propri studi umanistici compiuti nell'Università di Bologna. Trovandosi, però, in ristrettezze finanziarie fu costretto a rivolgersi al padre per ottenere un sostegno e, con l'occasione, chiese invano che gli fosse inviato il testo delle Operette morali.
Rientrato a Recanati dovette sposarsi, nel 1839, per volontà della madre e per motivi dinastici, con Cleofe Ferretti (1816-1852), nipote di Gabriele Ferretti, cardinale e segretario di Stato del papa Pio IX. La giovane aveva il rango di nobile di Rieti e Fermo, patrizia di Ancona e San Marino. Con la moglie, che conquistò il consenso dei Leopardi con la mitezza del proprio carattere, ebbe i seguenti quattro figli:
- Maria Virginia, morta in tenera età;
- Luigi (I), deceduto precocemente;
- Giacomo (1843-1903), futuro conte e continuatore della stirpe;
- Luigi (II) (1844-1923).

Pierfrancesco è stato dunque l'unico tra i fratelli Leopardi ad avere prole e l'odierna generazione della casata discende direttamente da lui.
Appassionato d'arte e attivo collezionista di oggetti pregiati e rari arricchì la biblioteca del palazzo, costituita da Monaldo che intanto era morto nel 1847. Ora era l'unico conte ma non era diminuito il dominio della contessa madre che si occupava anche della parte amministrativa del patrimonio.
Di fragile salute morì trentottenne il 29 settembre 1851 a causa di complicazioni polmonari. Venne sepolto nella cripta della chiesa recanatese di Santa Maria in Varano. La consorte Cleofe, malata di tisi, gli sopravvisse di un anno. Paolina si prese cura dei nipoti Giacomo (omonimo del poeta ed erede del titolo di conte) e Luigi.
Gli sopravvissero anche il fratello Carlo e la madre Adelaide Antici.